# 俄罗斯旅游

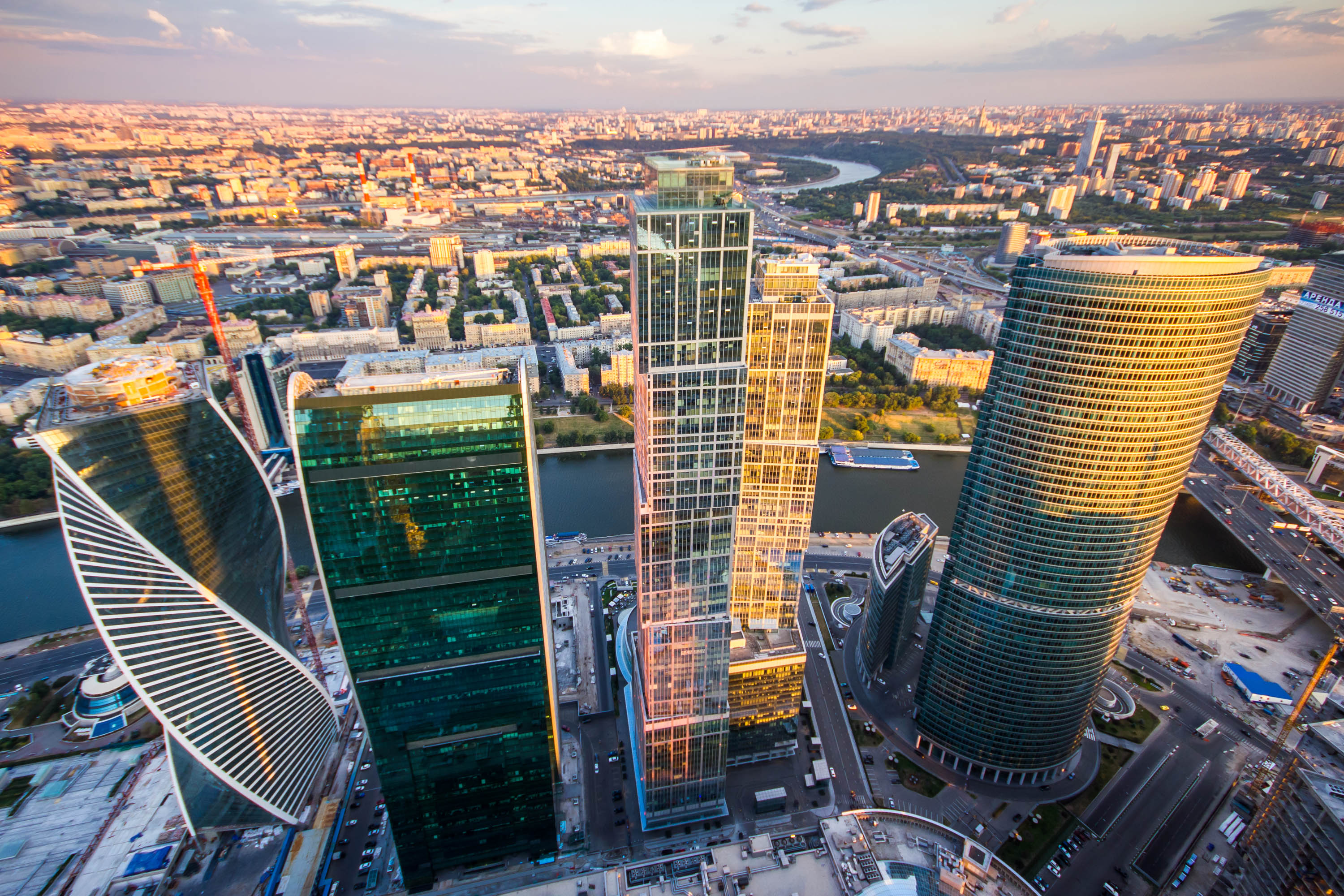
莫斯科

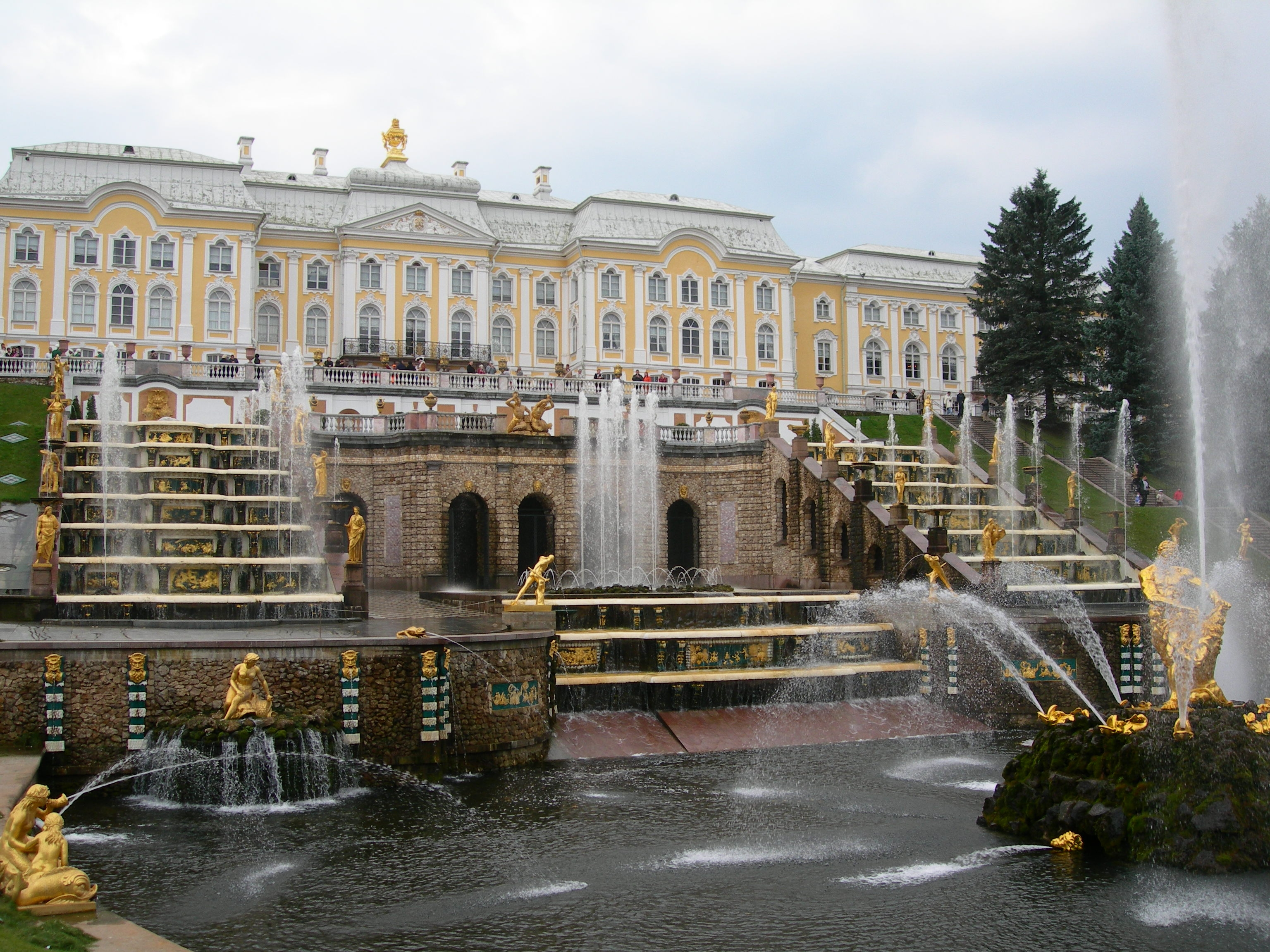
聖彼得夏宮

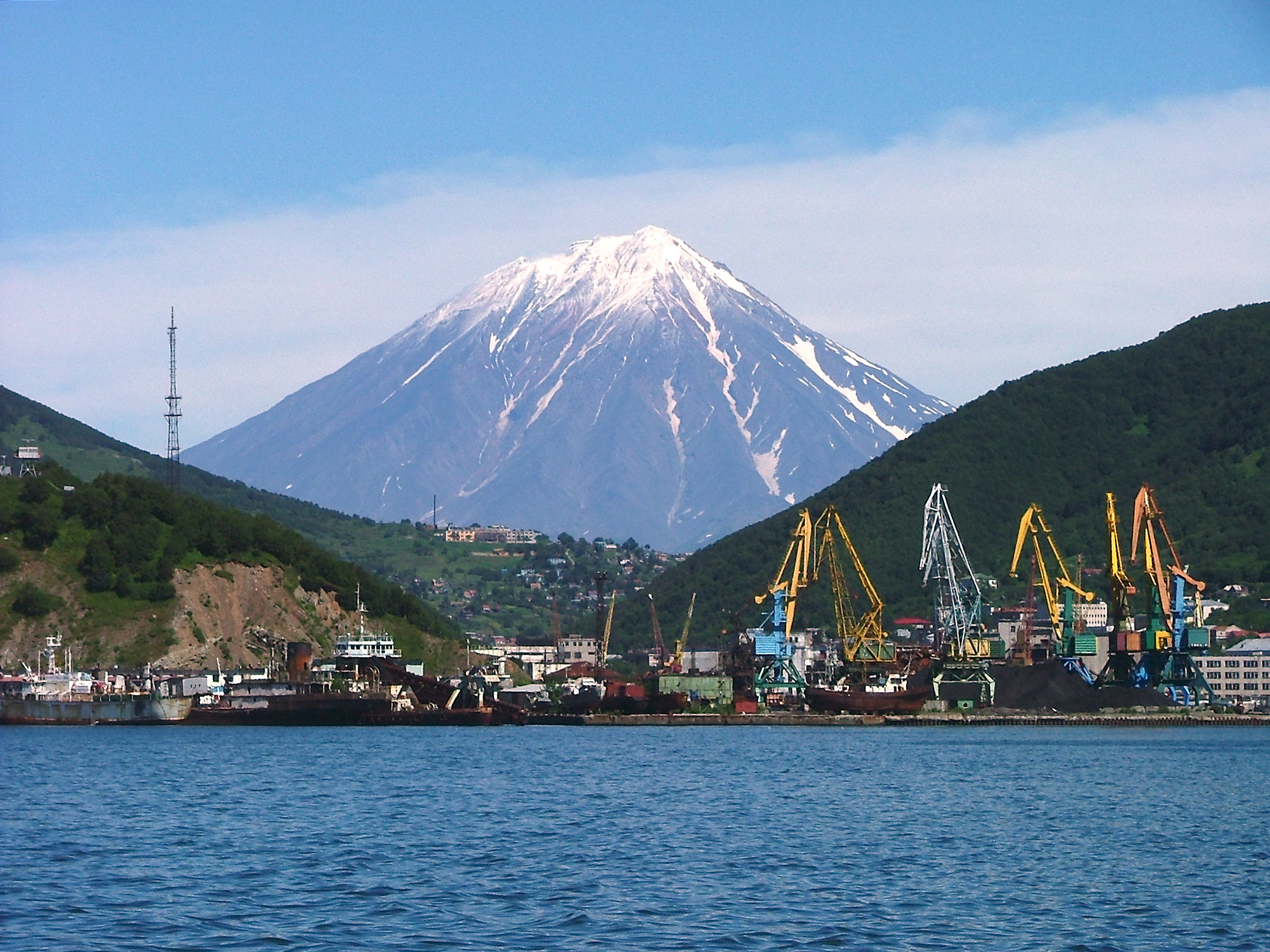
堪察加火山群

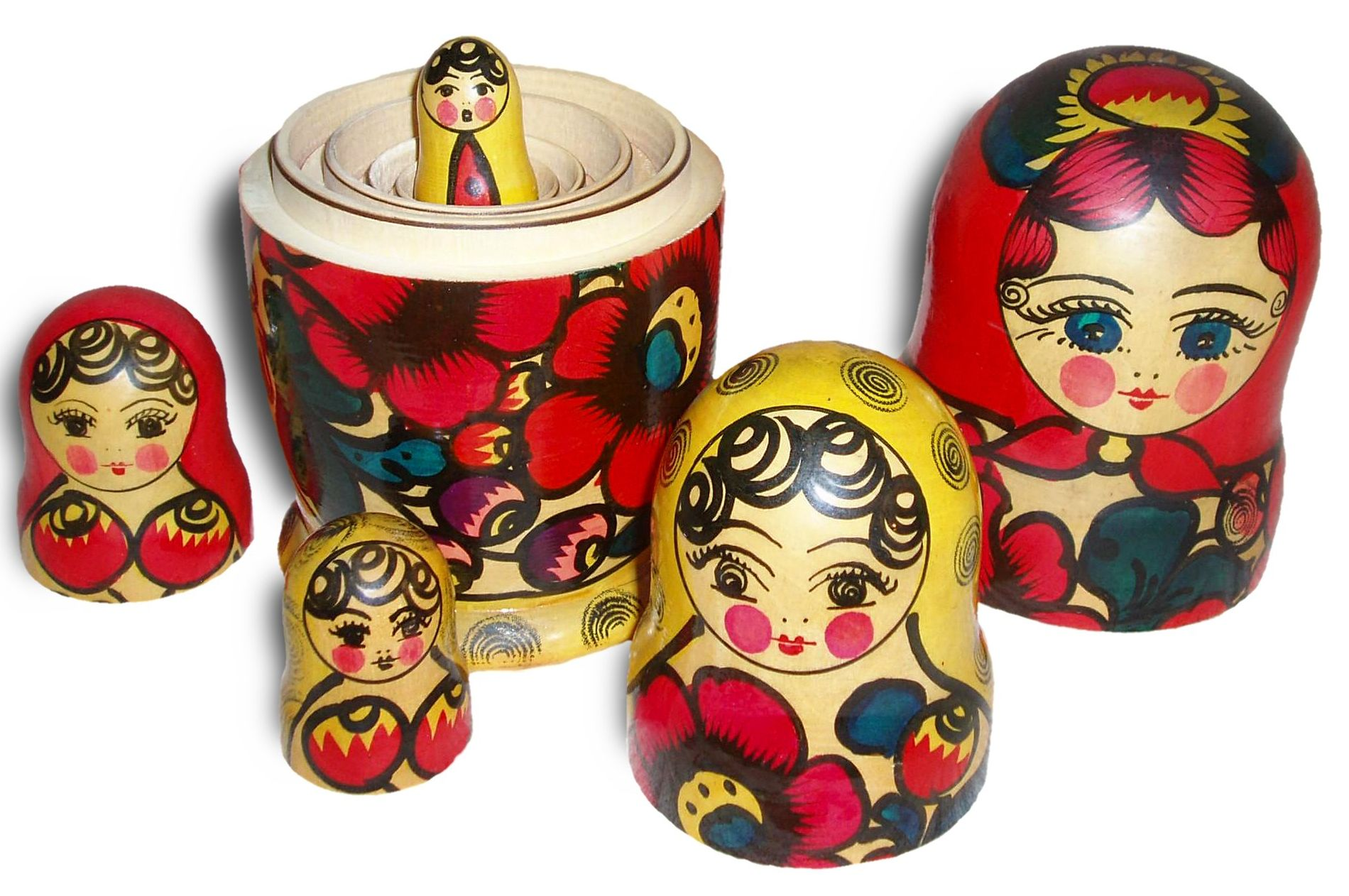
俄羅斯娃娃

俄罗斯旅游业（俄语：Туризм в России）是为世界上国土面积最大的国家的旅游产业，因其拥有庞大的国土及独特的历史，造就成一个国际旅游的热门目的地，俄国的自然风光和人文风光同时也被人们所赞叹。

## 自然风光

### 森林
俄罗斯国土面积1707.54万平方公里。位居世界第一位。其地处欧洲东部和亚洲北部，同时俄罗斯的欧洲部分占据了大部分欧洲平原，与其庞大的国土相对的是它相对較少的人口，仅有1.4亿人，也许是因为他地广人稀的原因，这个国家的森林覆盖面积多達867万平方公里，是其国土的一半多，而面积也是位居世界第一，这些森林绝大多数是连成片的原始森林，莫斯科的绿化在世界大城市里名列第一，被誉为“森林中的首都”。除了莫斯科,在俄罗斯的大部分城市里，都有相当不错的绿化面积。

### 河流湖泊
全国长度超过10公里的河流在12万条以上，俄拥有200个淡水湖和咸水湖.
- 俄罗斯与哈萨克斯坦和伊朗交界的里海，面积371000平方公里，是全球第一大湖，也是世界最大的咸水湖。
- 流入里海的伏尔加河全长3690公里，是俄罗斯最大的河流，也是欧洲第一长河，其流域上居住的俄罗斯人占总人口的一半，被誉为“母亲河”。
- 西伯利亚地区的贝加尔湖水深1620米，是世界第一深湖。拉多加湖面积18400平方公里，是欧洲最大的淡水湖.

## 人文景观

### 教堂

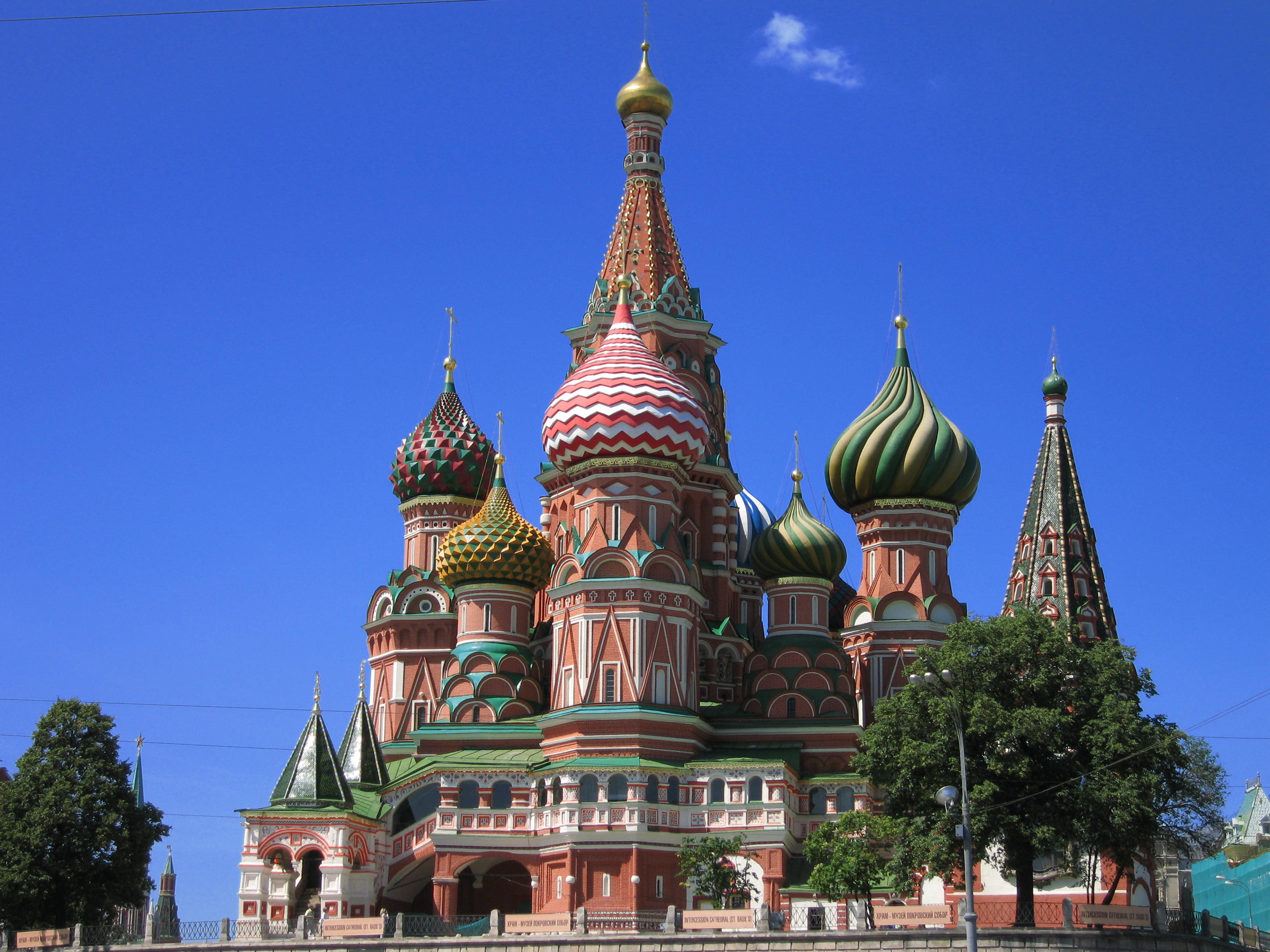
華西里·柏拉仁諾教堂

与俄罗斯美丽的自然风景相对应的则是俄罗斯颇具历史的人文景观 ,其中可以看作是俄罗斯传统建筑的荟翠和精品代表的教堂以及修道院等,而俄罗斯的每座教堂都有独特的历史背景、时代意义与建筑美学.在俄罗斯各个乡村东正教的教堂星罗棋布,样式基本都为白金色的十字架和葱头式圆顶.

#### 圣彼得堡著名教堂
- 圣以撒大教堂
- 喀山大教堂
- 可祭拜陀思妥耶夫斯基的亚历山大·涅夫斯基修道院
- 彼得保罗大教堂
- 基督喋血大教堂

#### 莫斯科著名教堂
- 華西里·柏拉仁諾教堂(瓦西里升天大教堂)
- 圣母升天大教堂 (莫斯科)
- 基督救世主大教堂
- 喀山大教堂 (莫斯科)
- 科罗明庄园大教堂

### 教育设施
俄罗斯的文化教育设施，譬如博物馆图书馆歌剧院数目众多

#### 圣彼得堡
- 俄罗斯博物馆
- 国立基洛夫歌剧芭蕾舞剧团
- 国立音乐爱好者音乐厅
- 音乐喜剧剧院
- 彼得大帝小屋博物馆
- 冬宫

#### 莫斯科
- 国家历史博物馆
- 莫斯科大剧院
- 莫斯科大学

### 其他景观

#### 圣彼得堡
- 十二月党人广场
- 艺术广场
- 夏园

#### 莫斯科
- 莫斯科克里姆林宫
- 红场
- 国家百货商场ГУМ